# Le Cabinet des Antiques
Le Cabinet des Antiques est un roman d’Honoré de Balzac paru en 1838, sous le titre Les Rivalités en province, dans Le Constitutionnel, puis édité en volume chez Souverain, en 1839.

## Lien avec une autre œuvre
Avec La Vieille Fille, cette œuvre s’insère dans un groupe isolé, Les Rivalités, subdivision des Scènes de la vie de province de La Comédie humaine. 

## Résumé
Le récit est partiellement effectué par le journaliste et écrivain Émile Blondet (que l’on retrouve dans Illusions perdues). Le narrateur intervient surtout pour parler des faits dont il a été témoin, notamment de sa grande admiration pour Armande d’Esgrignon et de l’ambiance qui régnait dans une petite ville de province où vit encore son « père », l’intègre juge Blondet.
Dans son enfance, le jeune Blondet (fils illégitime d’un préfet) a observé avec ferveur mademoiselle Armande lorsqu’elle se promenait avec son neveu, Victurnien d'Esgrignon. L'enfant à visage d’ange, entouré de soins prévenants, à qui on passe tous ses caprices, est orphelin de mère. Élevé par sa tante, qui voit en lui une merveille, et adoré par son père, qui le considère comme le porte-drapeau de la vieille noblesse pure et dure, le jeune homme, quoique fort intelligent, prend l’habitude de mentir, de dépenser plus que sa famille appauvrie ne peut lui donner. Le vieux notaire Chesnel s’arrange toujours pour effacer ses dettes et se ruine peu à peu pour lui, allant jusqu’à constituer un pécule au noble rejeton lorsqu’on l’envoie à Paris.
Mais le cercle du marquis d’Esgrignon, en province, est très fermé (d’où son nom de « cabinet des Antiques ») et les portes ne s’ouvrent qu’à la noblesse de vieille souche. Ceci excite jalousie et haine chez les parvenus, en particulier chez Du Croisier qui n’a jamais été admis au salon d’Esgrignon et qui a des ambitions politiques. Du Croisier ayant repéré les mauvais penchants de Victurnien d’Esgrignon s’arrange pour le pousser à la faute : Victurnien commet un faux en écriture pour combler les immenses dettes qu’il a contractées à Paris, en compagnie de Diane de Maufrigneuse, princesse de Cadignan. Bien que le faubourg Saint-Germain accueille Victurnien et que Rastignac et Henri de Marsay le « soutiennent » (en fait, ils le poussent au jeu), alors qu’il est le favori de la duchesse, croqueuse de fortune notoire, personne n’offre de position au jeune marquis dont le nouveau roi a abandonné la famille, ne lui offrant même pas la compensation des « exilés ».
Arrêté, Victurnien risque le bagne car il doit des sommes folles à Du Croisier. Mais par une habile manipulation du vieux notaire Chesnel, qui s’assure de l’appui du juge Camusot, grâce à une démarche inattendue de la duchesse de Maufrigneuse (déguisée en homme) auprès de la femme de Du Croisier (issue de vieille noblesse), Victurnien est finalement sauvé, et l’honneur de la famille d’Esgrignon est sauf.
Balzac laisse entendre que tout ceci n’est que provisoire et qu’une page de l’histoire sociale vient de se refermer. Quiconque, si titré qu’il soit, ne cherche pas à obtenir de l’argent par une « mésalliance » avec les nouveaux riches ou des faveurs du roi qui donnent le pouvoir, est condamné à la misère et à l’oubli. Victurnien le comprend et épouse sans hésiter la nièce de Du Croisier dont il croque la fortune à Paris en la rendant très malheureuse. De son côté, le narrateur Émile Blondet se haussera dans la hiérarchie sociale en épousant la comtesse de Montcornet dans Les Paysans, évènement que l’auteur annonce déjà dans ce roman-ci, comme si Balzac avait déjà composé un morceau d’une partition qui demeurera inachevée à sa mort et que terminera Charles Rabou.

## Thème
Dans Le Cabinet des Antiques, l’auteur dresse un tableau de la vieille noblesse de province, ruinée par la Révolution et oubliée par les Bourbons restaurés. Le marquis d’Esgrignon, sa sœur et ses amis incarnent ce groupe social déjà représenté par le chevalier de Valois de La Vieille Fille.
La jeune génération de cette classe, incarnée par le fils du marquis d’Esgrignon, causera sa perte, entraînée dans le tourbillon de Paris où elle mène joyeuse vie et se ruine.  
Le Cabinet des Antiques forme une suite de La Vieille Fille, bien que les noms des protagonistes ne soient pas exactement les mêmes (Du Croisier est Du Bousquier, le chevalier est de Valois), et si la ville n'est pas mentionnée, les rues et les lieux sont bien ceux d'Alençon. 
Dans le prologue, Balzac ajoute que la ville est une des plus petites préfectures de France, ce qui était déjà le cas d'Alençon à cette époque. On se perd en conjectures sur cette anomalie : protéger certains personnages trop proches ou au contraire attirer la curiosité du public par trop de transparence.